# Cordobán
No confundir con la planta Tradescantia spathacea, conocida comúnmente en Cuba como Cordobán
El término de cordobán designa históricamente al cuero de cabra o macho cabrío de alta calidad, muy ligero y suave, que se obtenía mediante la curtición vegetal con sustancias especiales, entre ellas los taninos obtenidos a partir del zumaque.

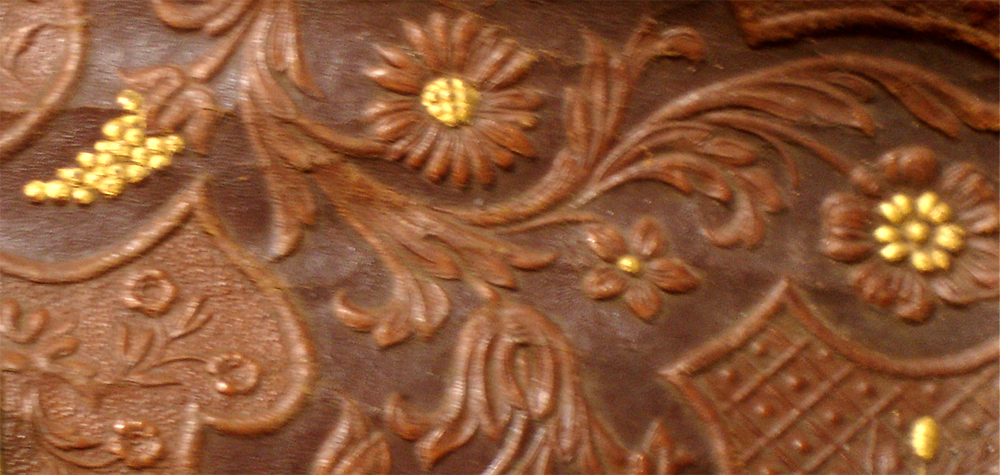
Detalle de cordobán repujado y dorado del siglo XIX

Estos taninos presentan una resistencia mayor a la oxidación que el resto de taninos vegetales, lo que mantiene el color de la piel por más tiempo. Además, permite una mayor penetración de los colorantes, por lo que este cuero se utilizó como base para los cueros repujados y policromados.
Como técnica de decoración, se diferencia del guadamecí en que este utilizaba la piel de carnero, más delicada y suave que la de cabra, sobre la que se estampan, labran o repujan los policromados, dorados o estofados. 
El vocablo es de origen mozárabe y alude a la ciudad de Córdoba, famosa por sus curtidos y por todo tipo de artesanías en cuero; desde monturas de caballo a encuadernaciones, cuadros, biombos, recubrimiento de paredes, respaldos de silla u otros pequeños muebles. En España la técnica se desarrolló durante la Edad Media y alcanzó su mayor difusión y renombre durante los siglos XVI y XVII, siendo objeto de gran exportación. Actualmente quedan pocos artesanos que la realicen, al igual que ocurre con el resto de los productos artesanales.

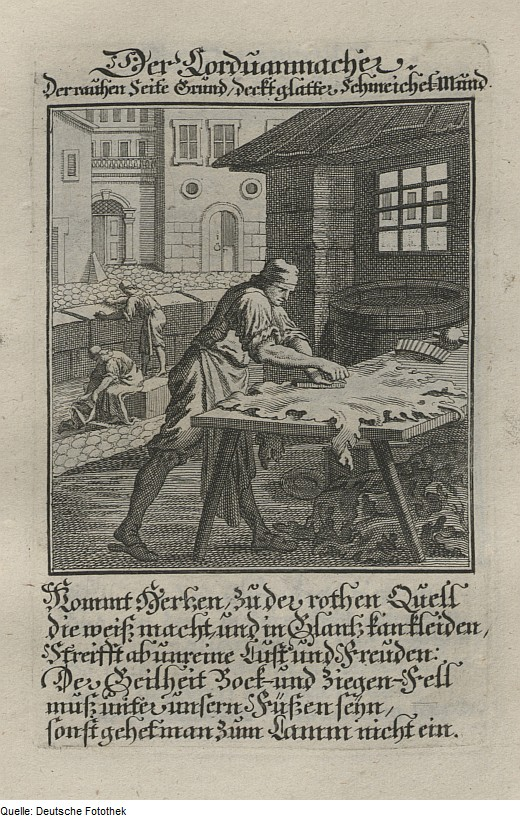
Artesano trabajando cuero para la producción de cordobán, en un grabado alemán de 1698.

Otro uso común del término cordobán, recogido en el diccionario de la RAE, se refiere a la piel curtida de potro que se utiliza en la elaboración de zapatos de lujo, fundamentalmente de hombre. Se trata de un término que se ha copiado en las diferentes lenguas europeas para definir a los cueros de Córdoba. En francés, del término cordobán (cuero de Córdoba) deriva la palabra "cordonnier" (zapatero).